# Virginie Arnold
Virginie Arnold (Biscarrosse, 24 de dezembro de 1979) é uma arqueira francesa, medalhista olímpica.

## Carreira
Virginie Arnold representou seu país nos Jogos Olímpicos em 2008, ganhando a medalha de bronze por equipes em 2008. 